# Trichophysetis cretacea
Trichophysetis cretacea is een vlinder van de familie van de grasmotten (Crambidae), uit de onderfamilie van de Glaphyriinae. De wetenschappelijke naam van deze soort is voor het eerst voorgesteld als Hydrocampa cretacea door Arthur Gardiner Butler in een publicatie uit 1879.

## Kenmerken
De spanwijdte is 12-15 mm.

## Voorkomen
De soort komt voor in Japan (Yokohama).